# Najas ancistrocarpa
Najas ancistrocarpa är en dybladsväxtart som beskrevs av Alexander Karl Heinrich Braun och Paul Wilhelm Magnus. Najas ancistrocarpa ingår i släktet najasar, och familjen dybladsväxter. Inga underarter finns listade.